# Ласковые усы
«Ласковые Усы» (укр. «Ласкаві Вуса») — український рок-гурт із міста Київ. Півфіналісти 4-го сезону шоу «Україна має талант» .

## Історія
Початком зародження гурту можна вважати літо 2010 року. За словами одного із засновників колективу, він працював із другом в дитячому таборі і хотів зробити щось смішне і безглузде. В'ячеслав грав на гітарі, друг співав.
З часом друзі відростили вуса і хтось назвав їх «ласкаві вуса».
Учасники гурту описують стиль музики як сплетіння поп-панку, року та електроніки.

## Дискографія

### Альбоми
- «Градус вдохновения»
- «Лучшие песни»(укр. Кращі пісні) (2011)
- «Просто хиты» (укр. Просто хіти) (2013)

### Мині-альбоми
- «Все микросхемы»(укр. Усі мікросхеми)(2014)
- «Усы уже не те»(укр. Вуса вже не ті) (2016)

### Сингли
- «Фрагменты жизни» (укр. Фрагменти життя) (2015)
- «Просто» (2016)
- «Всегда живи сейчас» (укр. Завжди живи зараз)(2016)

## Склад
- В'ячеслав Іорданов — гітара, вокал (2010-наші дні)
- Сергій Коршунов — бас-гітара (2010-наші дні)
- Олександр Рекичинський — гітара (2010-наші дні)
- Олександр Ковачев — ударні (2016-наші дні)